# RSKラジオニュース
RSKラジオニュース（アールエスケイラジオニュース）とは、RSKラジオで放送されている岡山県のローカルニュース番組である。2009年4月1日より、これまでの『山陽新聞ニュース』の名称を当番組に改題する形でスタートしている。
改題後も、全国ニュースは共同通信から、ローカルニュースは山陽新聞からそれぞれ協力を受けており、従来の『山陽新聞ニュース』と変わらない内容で放送していた。2024年4月1日より、全国ニュースについては『TBS NEWS DIG Powered by JNN（TBS NEWS DIG）』の協力を受ける形に変更されている。
なお、日曜日のローカルニュース（『山陽新聞ニュース』）は2024年3月31日をもって終了しており、同年4月7日より日曜日は『TBS NEWS DIG』からの全国ニュースのみの放送となっている。
本項目では、『RSKラジオニュース』の名称以外で放送されるスポットニュース、および天気予報・交通情報についてもあわせて触れることにする。

## 概要
- 平日は基本的に朝・昼・夕方に放送されるワイド番組に内包される形で放送されるが、土曜・日曜は単独番組として放送されることが多い。ただし、平日の11時と正午はワイド番組の編成の変更などで2024年4月現在は単独番組で放送している。
- 放送時間は正午のニュースが9分程度、18時のニュースが7分程度、それ以外の時間帯は4分程度である。なお、単独番組として放送される場合は天気予報も放送される。
- 全国ニュースは基本的に2項目で、続いて『山陽新聞ニュース』としてローカルニュースが1項目放送される。なお、共同通信から協力を受けていた2024年3月31日までは、外信記事の場合において『共同通信によりますと』の文言で必ず始まっていた。
- RSKラジオの放送エリアは岡山県のみであることから、香川県関連のニュースは原則として全国ニュースでの扱いになる[2]。RSKテレビが、放送エリアである岡山県・香川県関連のニュースをいずれもローカルニュースで取り扱っているのとは対照的である。
- 11時のニュースは、2024年3月29日まで『11時のニュースヘッドライン』として放送されていた。当該時間帯のみ全国ニュースはヘッドライン方式で3項目を短く伝えていた。なお、ローカルニュースはヘッドライン方式ではなく通常の形式で放送されていた[3]。内包先の『天神ワイド 朝』の放送時間が11時までに短縮されたことを受けて、2024年4月1日以降は通常のスポットニュースの体裁で放送されている。

## 放送時間
基本的に正時スタートが原則だが、次番組の都合で正時以外の開始となる場合がある。2021年3月27日までは土曜 8:55、2023年9月29日までは平日15:00にもニュース枠があったが、現在は廃枠となっている。
単独番組として放送する場合は太字で表示、※は全国ニュースのみ放送
- 平日…7:05 / 7:50 / 9:00（『天神ワイド 朝』内包）・11:00・12:00・14:00 / 16:00（『あもーれ!マッタリーノ』内包）・18:00（『おかやまニュースタイム』内包）
- 土曜…7:00・11:00（『国司と武田の土曜番長』内包）・12:00・16:00
- 日曜…※7:00・※12:00・※16:00

## 正時以外のスポットニュース
- 上記の『RSKラジオニュース』とは別に、『ニューススクランブル』と称したスポットニュースが金曜 9:35頃に放送されている。内容は、全国ニュース3本を短めに伝えるもので、ローカルニュースは基本的に取り扱わない。こちらについても、2024年4月より『TBS NEWS DIG』の協力を受けるようになったが、終了時にその旨の説明は行っていない。
  - 2023年4月7日までは月曜 - 金曜 8:25頃にも放送されており、こちらは全国ニュースのほかにローカルニュースも扱っていた。その後、8時台の編成変更に伴って月曜 - 金曜 10:20頃に変更されたが、2024年3月29日をもって廃止された。
  - 過去には、2020年3月までは月曜 - 水曜 9:35頃と月曜 - 金曜 11:30頃に、2023年3月までは木曜 9:35頃にもそれぞれ放送されていたが、これらについても廃止されている。
- かつては、昼のワイド番組内でも『RSKニュースフラッシュ』（アールエスケイニュースフラッシュ、内容は『ニューススクランブル』と同じ）という名称で13:20頃と14:35頃に放送されたことがあったが、月曜 - 木曜は2015年9月に終了。金曜のみ引き続き放送されたが、『あもーれ!マッタリーノ』の放送が『RSKらじお本舗』からの公開生放送に切り替えたことから、2017年3月をもって終了した。

## 担当キャスター
- 『天神ワイド 朝』と『おかやまニュースタイム』については、担当パーソナリティがキャスターとしてニュース読みを行う。ただし、『天神ワイド 朝』の金曜9時台は畠山洋子がニュース読みを行っている。なお、畠山は土曜と日曜についても午前と正午のニュースも担当している。
- それ以外の時間帯は原則としてRSKアナウンサーが持ち回りでニュース読みを担当するが、水曜の11時と正午は甲野良輔[5]で固定されている。平日の場合の担当時間帯は、11時と正午、14時と16時の2パターンとなっている。

## 天気予報
- 天気予報は『RSKラジオニュース』に続いて放送（平日15時台はニュースがないので単独で放送、16時台は天気予報の設定なし）されるが、ワイド番組に内包される場合は基本的に番組パーソナリティが伝える。ニュースが単独番組として放送される場合には、引き続き担当キャスターが天気予報も伝える。
- ワイド番組に内包する場合、天気予報本編へ入る前にパーソナリティ同士の掛け合いやリスナーからのメール読みを行う場合がある。
- 天気予報では概況を伝えた後で、岡山県南部の天気→岡山県北部の天気→岡山・津山の気温→岡山県の週間予報の順で伝える（週間予報については割愛される場合あり）。なお、RSKラジオの放送エリアは岡山県のみであることから、香川県の天気は原則として取り扱わない（ごくまれに、香川県の天気・高松の気温を扱う場合もある）。

### 天気予報でのコーナー企画

#### 現行
『あもーれ!マッタリーノ』の14時台と15時台の天気予報にてコーナー企画を行っている。
- 14時台：月曜～木曜の天気予報は、宮本大句見（気象予報士）が出演してパーソナリティとのトークを交えながら天気の解説を行っている[6]。
- 15時台：水曜～金曜の天気予報は、最初にラジまるからのレポートを短めに伝えてから天気予報の本編に入る形を取っている。

- 9時台の天気予報は、2024年4月1日より同年9月30日まで中国地方のJRNに加盟するラジオ局における企画ネット番組『Happy Sunrise! 今日の天気とロートスキンケア情報』として放送していた。

## 交通情報
- 交通情報はRSKの方針で、ワイド番組の担当パーソナリティが原稿を読んで全て伝えるのが基本である。ただし、平日・土曜の朝と平日の夕方については道路情報を日本道路交通情報センター（JARTIC）の担当者が行うことがある。
- 原則としてニュースや天気予報とは独立した枠で行う。ただし、平日 7時台は『RSKラジオニュース』と天気予報に続いて、金曜 9時台は『ニューススクランブル』に続いてそれぞれ放送する。かつては、土曜 17時台で交通情報に続いて天気予報も放送されていたが、天気予報は2023年3月で廃止されている。

### 放送時間
- JARTICが道路情報を担当する時間帯は太字で表示

- 土曜の 13:23及び 14:30は『久米宏 ラジオなんですけど』のローカル枠でTBSラジオ送出のBGMをバックに放送していたが、2020年6月27日の当該番組終了と同時に廃止された。
- 平日 16時台は2019年3月まで月曜 - 木曜の放送だったが、同年4月からは金曜も放送するようになった[8]。
  - 平日…7:12 / 7:40（『天神ワイド 朝』内包）・8:20・9:30 / 10:30（『天神ワイド 朝』内包）・12:30 / 13:30 / 14:30 / 15:20 / 16:03（月曜 - 木曜） / 16:18（金曜）（『あもーれ!マッタリーノ』内包）・17:55(『おかやまニュースの時間』内包)
  - 土曜…10:02（『国司と武田の土曜番長』内包）・17:00

## 備考
- ニュース・天気予報・交通情報とも、特別番組が編成された場合には休止される場合がある。主な休止例は次の通りである。
  - 例年6月中旬 - 7月上旬にかけて『夢・甲子園』（全国高等学校野球選手権岡山大会の有力校を紹介する番組）が放送される関係で『ヒット・チャート・バラエティ カモナ・マイRadio!』の放送終了が12:25になることから、当該期間中は12:25の交通情報が休止となる。
  - 全国高等学校野球選手権岡山大会の準決勝と決勝が放送される場合も、当該時間帯のニュース・天気予報・交通情報は基本的に休止される。なお、準決勝については、第1試合と第2試合のインターバル中にニュースと天気予報が放送される。
  - 毎年9月1日には文化放送制作・JA共済1社提供の『防災の日スペシャル』をネットするため、当該番組が放送される11時台のニュース・天気予報・交通情報は休止される。
- 『RSKラジオニュース』のタイトルはRSKラジオのみで使われており、RSKテレビのローカルニュースのタイトルは『RSKニュース』である。